# Harry Morgan
Harry Morgan (născut Henry Bratsburg, 10 aprilie 1915 - 7 decembrie 2011) a fost un actor american de film si TV. S-a născut la Detroit, Michigan și a murit la Los Angeles, California.

## Filmografie
- To the Shores of Tripoli (1942) - Mouthy
- The Loves of Edgar Allan Poe (1942) - Ebenezer Burling
- The Omaha Trail (1942) - Henchman Nat
- Orchestra Wives (1942) - Cully Anderson
- Crash Dive (1943) - Brownie
- The Ox-Bow Incident (1943) - Art Croft
- Happy Land (1943) - Anton 'Tony' Cavrek
- The Eve of St. Mark (1944) - Pvt. Shevlin
- Roger Touhy, Gangster (1944) - Thomas J. 'Smoke' Reardon
- Wing and a Prayer (1944) - Ens. Malcolm Brainard
- Gentle Annie (1944) - Cottonwood Goss
- A Bell for Adano (1945) - Capt. N. Purvis
- State Fair (1945) - Barker
- From This Day Forward (1946) - Hank Beesley
- Johnny Comes Flying Home (1946) - Joe Patillo
- Dragonwyck (1946) - Klaas Bleecker
- Somewhere in the Night (1946) - Bath Attendant (nemenționat)
- It Shouldn't Happen to a Dog (1946) - Gus Rivers
- Crime Doctor's Man Hunt (1946) - Jervis (nemenționat)
- The Gangster (1947) - Shorty
- The Big Clock (1948) - Bill Womack
- All My Sons (1948) - Frank Lubey
- Race Street (1948) - Hal Towers
- The Saxon Charm (1948) - Hermy
- Moonrise (1948) - Billy Scripture
- Yellow Sky (1948) - Half Pint
- Down to the Sea in Ships (1949) - Britton
- The Beautiful Blonde from Bashful Bend (1949) - Hoodlum (nemenționat)
- Madame Bovary (1949) - Hyppolite
- Strange Bargain (1949) - Lt. Richard Webb
- Red Light (1949) - Rocky
- Holiday Affair (1949) - Police Lieutenant (Afacere romantică de Crăciun)
- Hello Out There (1949) - The Young Gambler
- Outside the Wall (1950) - Garth
- The Showdown (1950) - Rod Main
- Dark City (1950) - Soldier (Orașul întunecat)
- Belle Le Grand (1951) - Abel Stone
- When I Grow Up (1951) - Father Reed (modern)
- Appointment with Danger (1951) - George Soderquist
- The Highwayman (1951) - Tim
- The Well (1951) - Claude Packard
- The Blue Veil (1951) - Charles Hall
- Boots Malone (1952) - Quarter Horse Henry
- Scandal Sheet (1952) - Biddle
- Bend of the River (1952) - Shorty
- My Six Convicts (1952) - Dawson
- La amiază (High Noon, 1952) - Sam Fuller
- What Price Glory? (1952) - Sgt. Moran (nemenționat)
- Big Jim McLain (1952) - Narator (voce, nemenționat)
- Apache War Smoke (1952) - Ed Cotten
- Toughest Man in Arizona (1952) - Verne Kimber
- Stop, You're Killing Me (1952) - Innocence
- Thunder Bay (1953) - Rawlings
- Arena (1953) - Lew Hutchins
- Champ for a Day (1953) - Al Muntz
- Torch Song (1953) - Joe Denner
- The Glenn Miller Story (1954) - Chummy
- Prisoner of War (1954) - Maj. O.D. Hale
- The Forty-Niners (1954) - Alf Billings
- About Mrs. Leslie (1954) - Fred Blue
- Țara îndepărtată (The Far Country, 1954) - Ketchum
- Strategic Air Command (1955) - Sgt. Bible (flight engineer)
- Not - a Stranger (1955) - Oley
- Pete Kelly's Blues (1955) (nemenționat)
- The Bottom of the Bottle (1956) - Felix - Barkeep
- Backlash (1956) - Tony Welker
- Operation Teahouse (1956) - Rolul său
- UFO (1956) - "Red Dog 1" (voce)
- Star in the Dust (1956) - Lew Hogan
- The Teahouse of the August Moon (1956) - Sgt. Gregovich
- Under Fire (1957) - Sgt. Joseph C. Dusak
- It Started with a Kiss (1959) - Charles Meriden
- The Mountain Road (1960) - Sgt. 'Mike' Michaelson
- Inherit the Wind (1960) - Judge Mel Coffey
- Cimarron (1960) - Jesse Rickey
- How the West Was Won (1962) - Gen. Ulysses S. Grant
- John Goldfarb, Please Come Home (1965) - Secretary of State Deems Sarajevo
- Frankie and Johnny (1966) - Cully
- What Did You Do in the War, Daddy? (1966) - Maj. Pott
- The Flim-Flam Man (1967) - Sheriff Slade
- Star Spangled Salesman (1968) - TV Cop
- Support Your Local Sheriff! (1969) - Olly Perkins
- Viva Max! (1969) - Chief of Police Sylvester
- The Barefoot Executive (1971) - E.J. Crampton
- Support Your Local Gunfighter! (1971) - Taylor
- Scandalous John (1971) - Sheriff Pippin
- Snowball Express (1972) - Jesse McCord
- Charley and the Angel (1973) - The Angel formerly Roy Zerney
- The Apple Dumpling Gang (1975) - Homer McCoy
- The Shootist (1976) - Marshall Thibido
- Maneaters Are Loose! (1978) - Toby Waites
- The Bastard (1978) - Capt. Caleb
- The Cat from Outer Space (1978) - General Stilton
- Backstairs at the White House (1979)[11] - President Harry S. Truman
- The Wild Wild West Revisited (1979) - Robert T. Malone
- The Apple Dumpling Gang Rides Again (1979) - Maj. T.P. Gaskill
- Scout's Honor (1980) - Mr. Briggs
- More Wild Wild West (1980) - Robert T. 'Skinny' Malone
- The Flight of Dragons (1982) - Carolinus (voice)
- Sparkling Cyanide TV Movie (1983) - Captain Kemp
- You Can't Take It with You (1987-1988) - Martin Vanderhof
- Dragnet (1987) - Gannon
- 14 Going on 30 (TV, 1988) - Uncle Herb
- The Incident (TV, 1990) - Judge Bell
- Against Her Will: An Incident in Baltimore (TV, 1992) - Judge Stoddard Bell
- Incident in a Small Town (TV, 1994) - Judge Bell
- Wild Bill: Hollywood Maverick (1996)
- Family Plan (1997) - Sol Rubins
- Crosswalk (1999) - Dr. Chandler

## Vezi și
- Listă de actori americani